# 城南乡 (隰县)
城南乡，是中华人民共和国山西省临汾市隰县下辖的一个乡镇级行政单位。

## 行政区划
城南乡下辖以下地区：
曹城村、留城村、李城村、庞村、车家坡村、石家庄村、员家庄村、五里后村、千家庄村、七里脚村、上友村、坊底村、南唐户村、和宿村、渠子村、朱家峪村、路家峪村和蓬门村。